# José Luis Talamillo Huidobro
José Luis Talamillo Huidobro (Burgos, 6 de juliol de 1933 - 31 de desembre de 1965) va ser un ciclista espanyol que fou professional entre 1956 i 1965, any en què morí com atropellat mentre s'entrenava per la carretera que uneix Burgos i Logronyo.
Al seu palmarès destaquen les sis victòries aconseguides al Campionat d'Espanya de ciclocròs, sent el gran dominador d'aquesta disciplina del moment. Durant la Volta a Espanya de 1962 va dur el mallot groc durant dues etapes.
El 2001 es va inaugurar a Burgos un poliesportiu que duu el seu nom.

## Palmarès
- 1957
  - 1r a Bilbao
- 1958
  -  Campió d'Espanya de ciclocròs
  - 1r al Gran Premi de Mugica
  - Vencedor d'una etapa a la Volta a La Rioja
- 1959
  -  Campió d'Espanya de ciclocròs
  - 1r al Gran Premi de Mugica
  - 1r al Gran Premi Villafranca de Ordizia
- 1960
  -  Campió d'Espanya de ciclocròs
- 1962
  -  Campió d'Espanya de ciclocròs
  - Vencedor d'una etapa a la Volta a La Rioja
- 1963
  -  Campió d'Espanya de ciclocròs
- 1965
  -  Campió d'Espanya de ciclocròs
  - 1r a la Setmana Catalana